# Берёзовское сельское поселение (Воробьёвский район)
Берёзовское се́льское поселе́ние — муниципальное образование в Воробьёвском районе Воронежской области Российской Федерации.
Административный центр — село Берёзовка.

## История
Законом Воронежской области от 2 марта 2015 года № 18-ОЗ, Берёзовское, Мужичанское и Верхнебыковское сельские поселения объединены во вновь образованное муниципальное образование — Берёзовское сельское поселение с административным центром в селе Берёзовка.

## Население
| 2010  | 2012  | 2013  | 2014  | 2015  | 2016  | 2017  |
| ----- | ----- | ----- | ----- | ----- | ----- | ----- |
| 2059  | ↘2005 | ↘1965 | ↘1898 | ↘1857 | ↗3759 | ↘3705 |
| 2018  |       |       |       |       |       |       |
| ↘3599 |       |       |       |       |       |       |

## Состав сельского поселения
| №  | Населённый пункт | Тип населённого пункта       | Население |
| -- | ---------------- | ---------------------------- | --------- |
| 1  | Банное           | село                         | ↘376      |
| 2  | Берёзовка        | село, административный центр | ↗1410     |
| 3  | Верхнетолучеево  | село                         | ↘270      |
| 4  | Верхний Бык      | село                         | ↘548      |
| 5  | Высокое          | посёлок                      | ↘56       |
| 6  | Елизаветовка     | село                         | ↗379      |
| 7  | Землянка         | хутор                        | 28        |
| 8  | Луговской        | хутор                        | 0         |
| 9  | Мирный           | посёлок                      | 137       |
| 10 | Мужичье          | село                         | ↘909      |
| 11 | Нижний Бык       | село                         | ↘271      |